# Aeolus (Luftschiff)
Aeolus war das erste Luftschiff, das mit einem Verbrennungsmotor als Antrieb ausgestattet war. Es erlebte einen einzigen Aufstieg am 13. Dezember 1872.

## Geschichte
Am 1. April 1865 hatte sich sein Erfinder, der Mainzer Maschinenbauingenieur Paul Haenlein, in London ein Patent auf ein Luftschiff erteilen lassen, dessen Lenoir-Gasmotor mit Traggas aus der Ballonhülle gespeist werden sollte. Nachdem er 1870 ein verkleinertes Modell des Luftschiffs in Mainz und Wien vorgeführt hatte, fand der einzige Aufstieg des Aeolus am 13. Dezember 1872 in Brünn statt. Das Luftschiff wurde mit Leuchtgas gefüllt und erreichte eine Geschwindigkeit von 18 km/h, was ausreichte, um sich auch gegen den Wind zu bewegen. Aus Sicherheitsgründen wurde Aeolus während der Fahrt an losen Seilen gehalten. Obwohl der Test erfolgreich war, musste Haenlein sein Projekt 1873 einstellen. Infolge des Gründerkrachs konnte er die zur Weiterentwicklung des Luftschiffs benötigten finanziellen Mittel nicht auftreiben.

## Technische Details

### Beschreibung
Aeolus war als Kielluftschiff ausgeführt. Haenlein entwarf einen langgestreckten, stromlinienförmigen Ballonkörper, der der Form eines Schiffskörpers nachempfunden war, und brachte die Gondel, die auch den Motor trug, nahe an den versteifenden Rahmen des Ballons heran. Durch Seile und Stützen waren Gondel und Rahmen starr miteinander verbunden. Die Ballonhülle bestand aus Seidenstoff, der innen und außen gummiert war. Neben dem normalen Gasablassventil verfügte der Ballon über zwei Überdruck-Sicherheitsventile. Um den Ballon trotz des Gasverbrauchs durch den Motor in Form zu halten, enthielt die Hülle ein Ballonet, in das mit Hilfe eines Ventilators heiße Luft geblasen wurde. Längs der Gondel waren Kühlwasserbehälter angebracht.

### Daten
- Länge: 50,4 Meter
- Durchmesser 9,2 Meter
- Volumen: 2408 m3
- Oberfläche der Ballonhülle: 1145 m2
- Gesamtgewicht: 1.406 kg, davon 
  - Gewicht der Hülle: 350 kg
  - Gewicht des Netzes: 146 kg
  - Gewicht der Gondel mit Rahmen, Puffer und Steuer: 373 kg
- Nutzgewicht (bei Leuchtgasfüllung): 300 kg
- Antrieb: 4-Zylinder-Lenoir-Gasmotor mit 19,2 Liter Hubraum und 2,7 kW, vierflügelige Luftschraube mit 4,6 Metern Durchmesser
- Höchstgeschwindigkeit: 18 km/h